# Sadernes-Sant Grau
Sadernes-Sant Grau es una entidad de población española del municipio de Sales de Llierca, perteneciente a la provincia de Gerona, en la comunidad autónoma de Cataluña.

## Toponimia
La entidad singular de población se conoce como Sadernes-Sant Grau. Por separado, los lugares que la componen pueden encontrarse igualmente referidos como Sadernas y Entreperas.

## Historia
Hacia mediados del siglo XIX, el lugar de Sadernes, ya por entonces perteneciente al municipio de Sales, tenía contabilizada una población de 64 habitantes. Aparece descrito en el decimotercer volumen del Diccionario geográfico-estadístico-histórico de España y sus posesiones de Ultramar de Pascual Madoz con las siguientes palabras:

SADERNAS: l. en la prov. y dióc. de Gerona, part. jud. de Olot, aud. terr., c. g. de Barcelona, ayunt. de Salas. sit. al pie de un monte, con buena ventilacion y clima frio, pero sano. Tiene 20 casas y una igl. parr. (Sta. Cecilia) de la que son anejas las de San Aniol, San Félix de Riu, San Andrés de Guitarriu y Sta. Maria de Entreperas; se halla servida por un cura de ingreso, de provision real y ordinaria. El térm. confina con Entreperas, Sous, Sagaró, Salas y Oix. El terreno es pedregoso, con mucho bosque de encinas y yerbas de pasto. Los caminos son locales, de herradura. prod.: cereales, aceite, vino, legumbres y frutas; cria ganado lanar, y caza de liebres y conejos. pobl.: 9 vec., 64 almas. cap. prod.: 452,400. imp.: 11,310.
(Madoz, 1849, p. 613)

Por aquel entonces, Entreperas, aldea dependiente de Sadernas, alcanzaba una población de 60 habitantes. Aparece referido en el séptimo tomo de la misma obra de la siguiente manera:

ENTREPERAS: ald. dependiente del l. de Sadernas, en la prov. y dióc. de Gerona (8 horas), part. jud. de Olot (4 1/2), aud. terr. y c. g. de Barcelona (28): sit. al N. y falda de las montañas de Ntra. Sra. del Mon; con buena ventilacion y clima templado y sano. Tiene varias casas y un santuario dedicado á San Gerardo, donde tiene obligacion de decir misa todos los domingos el cura de la igl. parr. de Sadernas, de la cual es anejo: este santuario es de los mas ricos del pais; en el dia 13 de octubre que se celebra la fiesta del santo titular, concurren todos los labradores á ofrecer sus bueyes, y es costumbre dar generalmente de limosna 2 rs. por cada uno. El terreno es pedregoso con mucho bosque de encina. Le cruzan algunos caminos locales, y uno que conduce á Francia. El correo lo recogen los interesados en Tortellá. El térm. y prod. (V. Sadernas). pobl.: 4 vecinos, 60 almas. cap. prod.: 38,400. imp.: 9,460.
(Madoz, 1847, p. 493)

En 2023, la entidad singular de población de Sadernes-Sant Grau tenía empadronados 23 habitantes, todos ellos en diseminado.